# Верное (Кировоградская область)
Верное (укр. Вірне) — село в Тишковской сельской общине Новоукраинского района Кировоградской области Украины.
До 2020 года входило в Добровеличковский район
Население по переписи 2001 года составляло 23 человека. Почтовый индекс — 27010. Телефонный код — 5253. Занимает площадь 0,33 км². Код КОАТУУ — 3521781003.